# Baco
Baco (em grego: Βάκχος, transl. Bákchos; em latim: Bacchus; em italiano: Liber ou Liberato) é um nome alternativo, e posteriormente adotado pelos romanos, do deus grego Dioniso, cujo mito é considerado ainda mais antigo por alguns estudiosos. Os romanos o adotaram, como muitas de suas divindades, estrangeiras à mitologia romana, e o assimilaram com o velho deus itálico Liber Pater. Algumas lendas mencionam que a cidade de Nysa, na Índia (atual Nagar) teria sido consagrada a ele. 
É o deus do vinho, da ebriedade, dos excessos, especialmente sexuais, e da natureza. Priapo é um de seus companheiros favoritos. As festas em sua homenagem eram chamadas de bacanais — a percepção contemporânea de que tais eventos eram "bacanais" no sentido moderno do termo, ou seja, orgias, ainda é motivo de controvérsia.
A pantera, o cântaro, a vinha e um cacho de uvas eram seus símbolos. Outras associações que não eram feitas com Baco foram atribuídas a Dioniso, como o tirso que ele empunha ocasionalmente. 

## Lenda
Sémele quando estava grávida exigiu a Júpiter que se apresentasse na sua presença em toda a glória, para que ela pudesse ver o verdadeiro aspecto do pai do seu filho. O deus ainda tentou dissuadi-la, mas em vão. Quando finalmente apareceu em todo o seu esplendor, Sémele, como mortal que era, não pôde suportar tal visão e caiu fulminada e se transformou em cinzas.
Júpiter tomou então das cinzas o feto ainda no sexto mês e meteu-o dentro da barriga da sua própria perna, onde terminou a gestação. 
Ao tornar-se adulto, Baco apaixona-se pela cultura da vinha e descobre a arte de extrair o suco da fruta. Porém, a inveja de Juno levou-a a torná-lo louco a vagar por várias partes da Terra. Quando passa pela Frígia, a deusa Cibele cura-o e o instrui nos seus ritos religiosos. Curado, ele atravessa a Ásia ensinando a cultura da vinha. 
Quis introduzir o seu culto na Grécia depois de voltar triunfalmente da sua expedição à Índia, mas encontrou oposição por alguns príncipes receosos do alvoroço por ele causado.
O rei Penteu proíbe os ritos do novo culto ao aproximar-se de Tebas, sua terra natal. Porém, quando Baco se aproxima, mulheres, crianças, velhos e jovens correm a dar-lhe boas vindas e participar de sua marcha triunfal.
Penteu mandou seus servos procurarem Baco e levá-lo até ele. Porém, estes só conseguem fazer prisioneiro um dos companheiros de Baco, que Penteu interrogou querendo saber desses novos ritos. Este se apresenta como Acetes, um piloto, e conta que, certa vez velejando para Delos, ele e seus marinheiros tocaram na ilha de Dia e lá desembarcaram.
Na manhã seguinte os marinheiros encontraram um jovem de aparência delicada adormecido, que julgaram ser um filho de um rei, e que conseguiriam uma boa quantia em seu resgate. Observando-o, Acetes percebe algo superior aos mortais no jovem e pensa se tratar de alguma divindade e pede perdão a ele pelos maus tratos. Porém seus companheiros, cegados pela cobiça, levam-no a bordo mesmo com a oposição de Acetes. Os marinheiros mentem dizendo que levariam Baco (pois era realmente ele) onde ele quisesse estar, e Baco responde dizendo que Naxos era sua terra natal e que se eles o levassem a até lá seriam bem recompensados. Eles prometem fazer isso e dizem a Acetes para levar o menino a Naxos. Porém, quando ele começa a manobrar em direção a Naxos ouve sussurros e vê sinais de que deveria levá-lo ao Egito para ser vendido como escravo, e se recusa a participar do ato de baixeza.

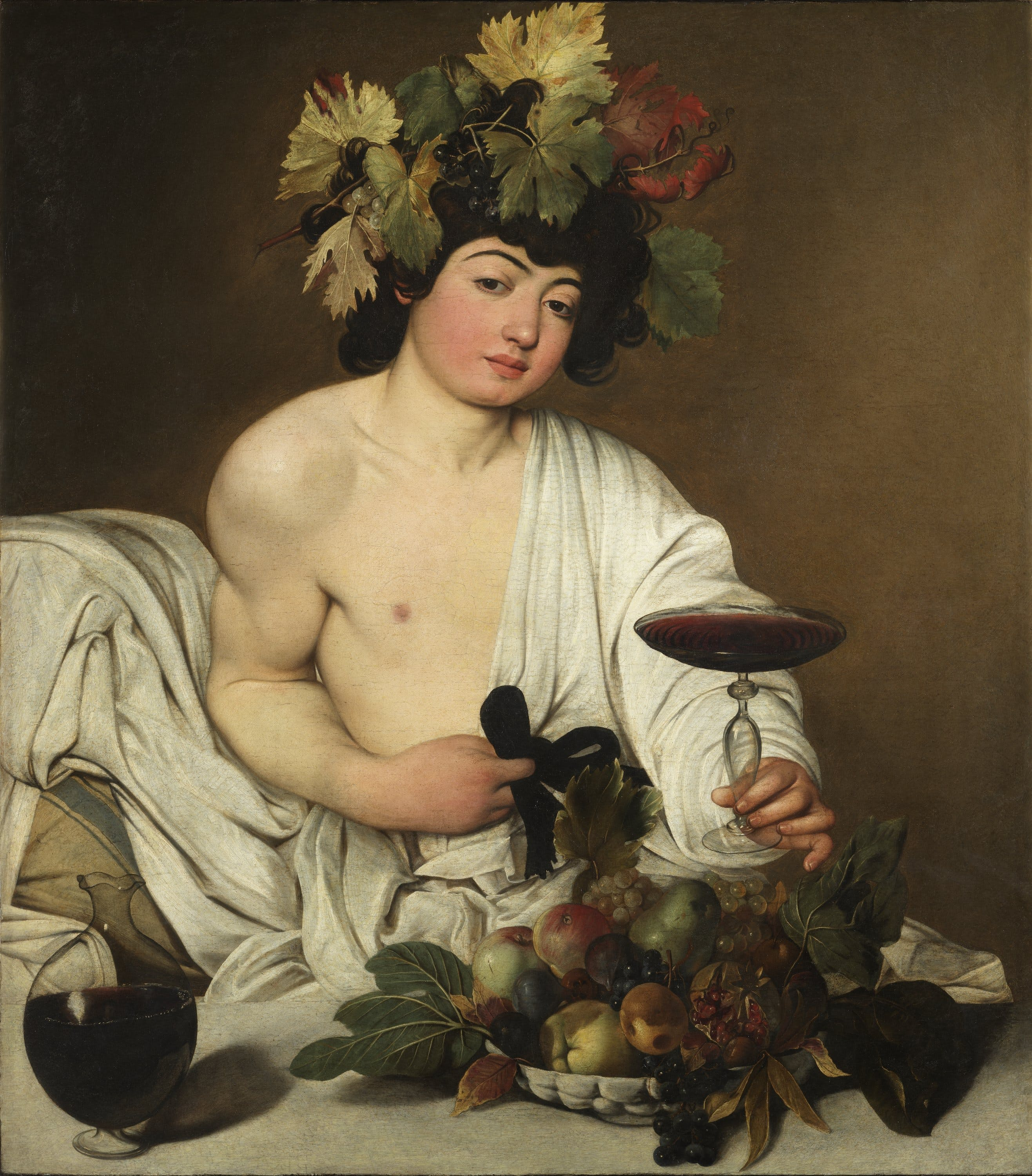
Baco, por Caravaggio, na Galleria degli Uffizi, Florença
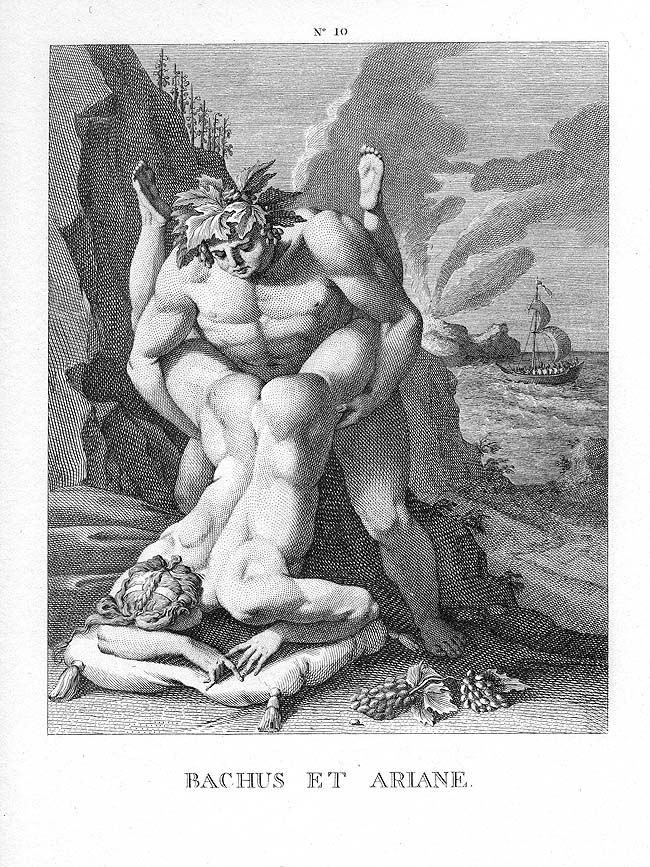
Baco e Ariadne, por Agostino Carracci, século XVI
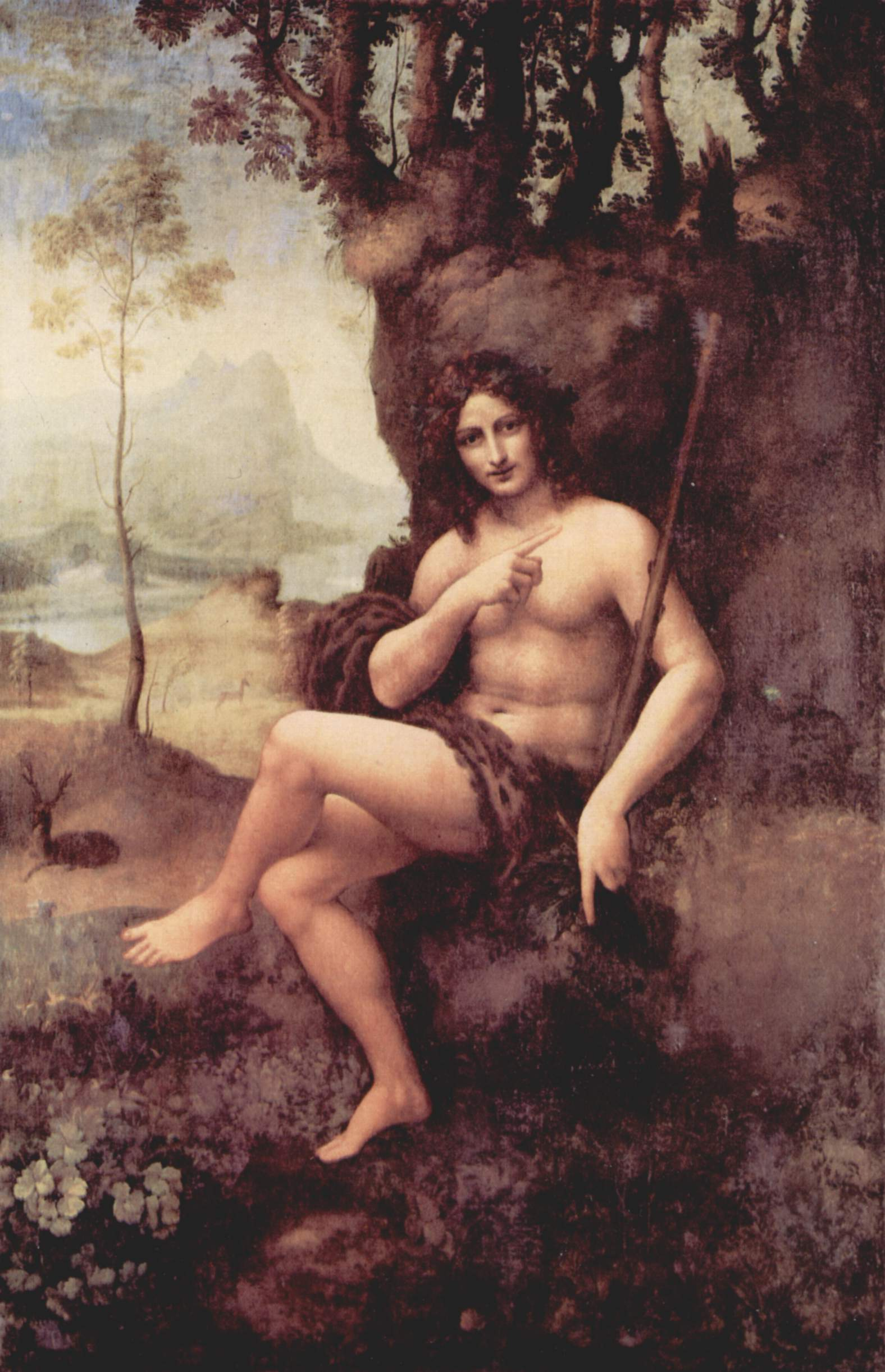
Baco, por Leonardo da Vinci, no Museu do Louvre

Baco percebeu a trama, em seguida olhou para o mar entristecido, e de repente a nau parou no meio do mar como se fincada em terra. Assustados, os homens impeliram seus remos e soltaram mais as velas, tudo em vão. 
O cheiro agradável de vinho se alastrou por toda a nau e percebeu-se que vinhas cresceram, carregadas de frutos sobre o mastro e por toda a extensão do casco do navio e ouviram-se sons melodiosos de flauta. Baco apareceu com uma coroa de folhas de parra empunhando uma lança enfeitada de hera. Formas ágeis de animais selvagens brincavam em torno de sua figura. Os marinheiros, levados à loucura, começaram a se atirar para fora do barco e ao atingir a água seus corpos se achatavam e terminavam numa cauda retorcida. Os outros começaram a ganhar membros de peixes, suas bocas alargaram-se e narinas dilataram, escamas revestiram-lhes todo o corpo e ganharam nadadeiras em lugar dos braços. Toda a tripulação fôra transformada e, dos 20 homens, só restou Acetes, trêmulo de medo. Baco, porém, pediu para que nada receasse e navegasse em direção a Naxos, onde encontrou Ariadne e a tomou como esposa.
Retido na ilha de Naxos por causa de uma tempestade, Teseu, pensando que seria uma desonra para ele se levasse Ariadne para a sua pátria, abandonou-a, assim, na ilha de Naxos, enquanto ela dormia; Baco, amando-a, levou-a dali para se casar com ela.Original (em latim): Theseus in insula Dia tempestate retentus, cogitans si Ariadnen in patriam portasset, sibi opprobrium futurum, itaque in insula Dia dormientem reliquit; quam Liber5 amans inde sibi in coniugium abduxit.— Hygini Fabulae, 43, 1-2, H. I. Rose (ed.), Lugduni Batauorum, Sythoff, 1963, p. 40. (em latim)
Cansado de ouvir aquela historia, Penteu mandou aprisionar Acetes. E enquanto eram preparados os instrumentos de execução, as portas da prisão abriram-se sozinhas e caíram as cadeias que prendiam os membros de Acetes. Não se dando por vencido, Penteu dirigiu-se ao local do culto encontrando sua própria mãe cega pelo deus, que ao ver Penteu manda as suas irmãs atacarem-no, dizendo ser um javali, o maior monstro que anda pelos bosques. Elas avançaram, e ignorando as súplicas e pedidos de desculpa, mataram-no. Assim foi estabelecido na Grécia o culto de Baco.
Certa vez, seu mestre e pai de criação, Sileno, perdeu-se e dias depois quando Midas o levou de volta e disse tê-lo encontrado perdido, Baco concedeu-lhe um pedido. Embora entristecido por ele não ter escolhido algo melhor, deu a ele o poder de transformar tudo o que tocasse em ouro. Depois, sendo ele uma divindade benévola, ouve as súplicas do mesmo para que tirasse dele esse poder.
Existe ainda quem afirme que Baco teve um caso amoroso com Vênus, do qual nasceu Priapo.

## Literatura
Na epopeia Os Lusíadas, de Luís de Camões, Baco é o principal opositor dos heróis portugueses, argumentando no episódio do consílio dos deuses que seria esquecido se os lusos chegassem à Índia.